# Loeperplatz
Der Loeperplatz ist ein aus dem mittelalterlichen Dorfanger hervorgegangener Platz des früheren Dorfes Lichtenberg, dem heutigen gleichnamigen Ortsteil des Berliner Bezirks.

## Entstehung

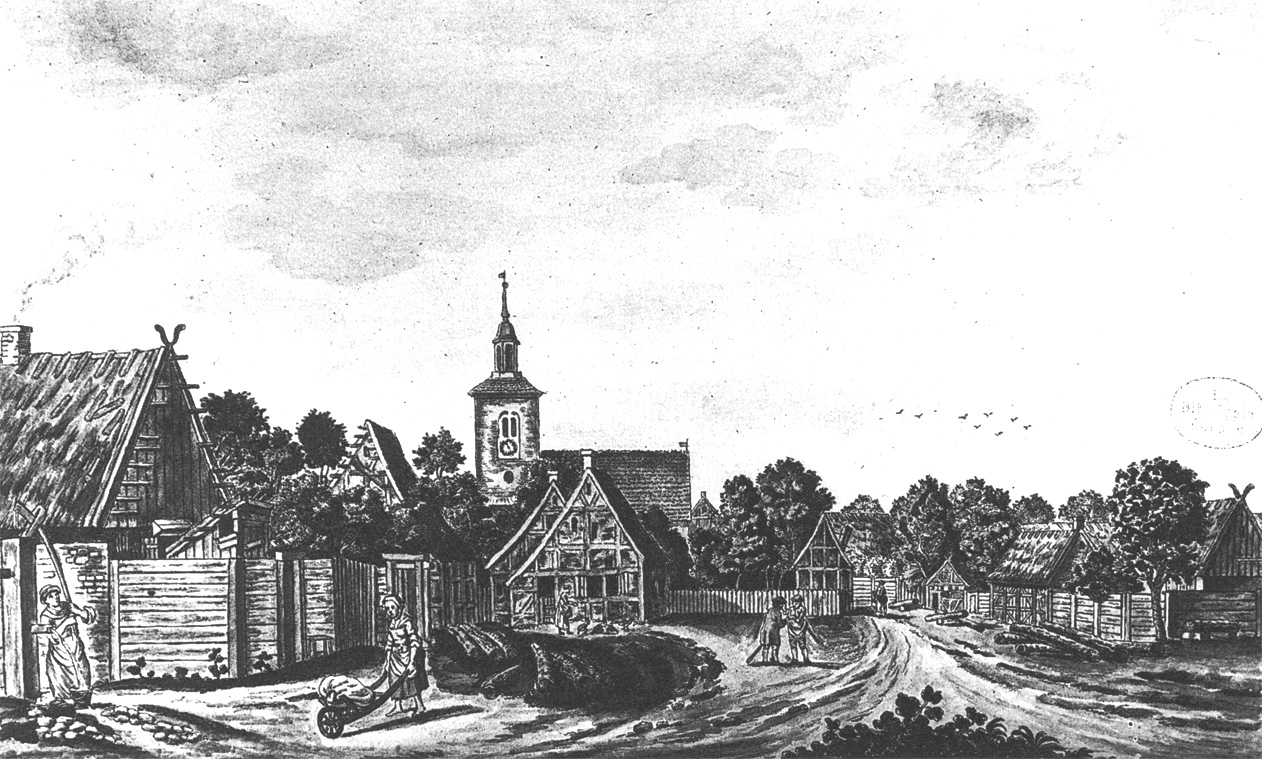
Dorfanger (der spätere Loeperplatz) um 1800

Der Loeperplatz in Alt-Lichtenberg ist rund 7000 m² groß und entstand aus dem Anger des ehemaligen Dorfes Lichtenberg. Um 1890 erhielt er zunächst den Namen Wilhelmplatz nach dem deutschen Kaiser, unter dem Bürgermeister Oskar Ziethen wurde er 1914 in Loeperplatz umbenannt, womit an die für Lichtenberg bedeutende Familie Loeper erinnert wird.

## Lage und Verkehrssituation

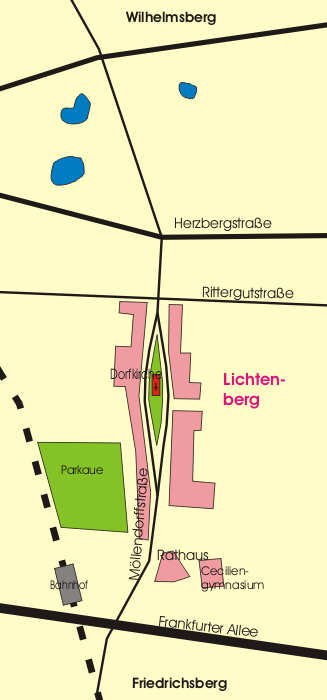
Dorfanger mit Kirche (späterer Loeperplatz) auf einem Plan von 1904 skizziert (genordet); andere markante Gebäude sind ebenfalls eingetragen

Der Platz wird durch die um ihn herumführenden Richtungsfahrbahnen und Straßenbahnschienen der Möllendorffstraße begrenzt und durch die Scheffelstraße/Bornitzstraße zweigeteilt. Auf den Platz münden außerdem die Rutnik- und die Kielblockstraße. Die Josef-Orlopp-Straße und Storkower Straße begrenzen den Platz nach Norden. Die Verkehrsplaner der BVG streben eine geradere Schienenführung über den Platz an, was aber von den Verantwortlichen des Berliner Senats wegen der historischen Bedeutung des noch sichtbaren alten Angers abgelehnt wird.
Direkt auf dem Loeperplatz stehen die denkmalgeschützte Alte Pfarrkirche Lichtenberg und das Denkmal Der Sämann. Letzterer war im Winter 2013 durch eine Verhüllung ein besonderes Kunstobjekt: Des Sämanns neue Kleider
Seit 1950 befindet sich auch ein Ehrenmal für die Opfer des Faschismus auf dem Platz.

## Der Platz und seine Umgebung

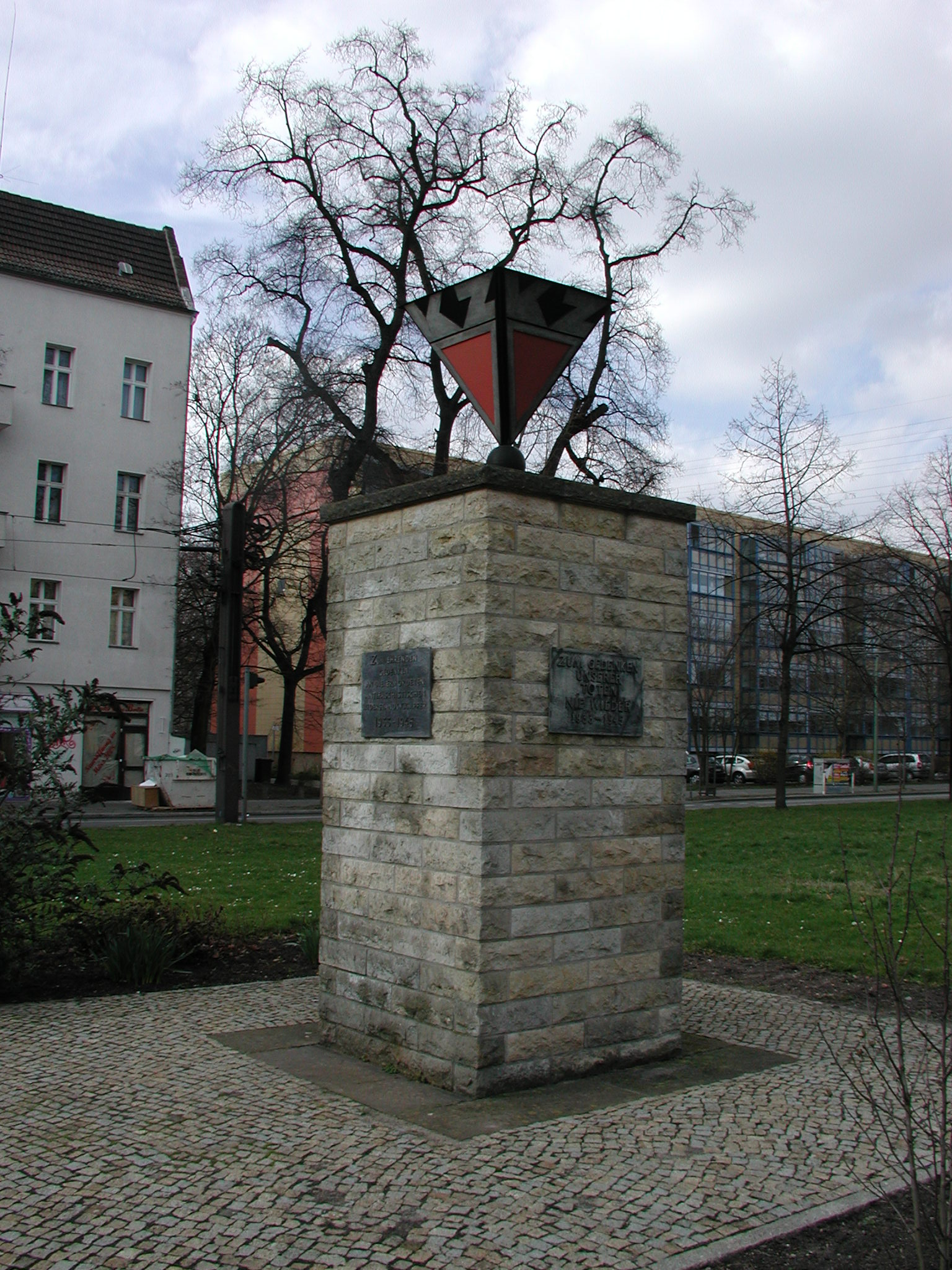
Denkmal für die Opfer des Faschismus

Der Loeperplatz und zahlreiche seiner umgebenden Gebäude stehen unter Denkmalschutz. Die Wohnhäuser wurden zwischen 1905 und 1959 errichtet. Das 1848/1849 gebaute Pfarrhaus der evangelischen Kirchengemeinde, dessen Außentreppe im Jahr 2000 denkmalgerecht nachgestaltet wurde, befindet sich nordöstlich des Loeperplatzes. Außerdem gibt es im südlichen Bereich einen Zugang zum Stadtpark Lichtenberg, im nördlichen Bereich schließt sich der Gutspark Lichtenberg an. Des Weiteren bieten mehrere Senioreneinrichtungen rund um den Platz ihre Dienste an.